# Мальцева, Юлия Геннадьевна
Юлия Геннадьевна Мальцева (род. 30 ноября 1990 года, Нефтеюганск) — российская легкоатлетка, специализирующаяся в метании диска. Чемпионка России 2014 года. Чемпионка Универсиады 2015 года.

## Карьера
Впервые имя Юлии появилось в протоколах Всероссийских соревнований в мае 2009 года, когда на соревнованиях в Сочи она показала результат 49,98 м и заняла второе место.
На юниорском чемпионате Европы 2009 года с результатом 44,92 м стала десятой.
В 2010 году она становится бронзовым призёром Первенства России среди юниоров, а также дебютирует на чемпионате России, где с результатом 55,56 м становится пятой, выполнив норматив мастера спорта России.
В январе 2012 года на первенстве Центрального ФО в помещении побеждает среди шестовиков. А через день становится чемпионкой Москвы по длинным метаниям. В феврале становится победителем молодёжного первенства России по длинным метаниям. В марте 2012 года на молодёжном чемпионате России побеждает среди шестовиков. А на чемпионате России становится восьмой. На чемпионате России 2013 года она уже четвёртая. А в 2014 году Юлия выигрывает Всероссийские соревнования по метаниям памяти А. Лунева, чемпионат Москвы, Кубок России и чемпионат России. Это даёт ей возможность выступить на чемпионате Европы, где с результатом 60,40 м Юлия была восьмой.
В 2015 году Юлия выиграла Всероссийские соревнования по метаниям на призы А. А. Низамутдинова и Romanian International Championships.
В июле 2015 года стала победительницей соревнований дискоболок на Универсиаде-2015 в Кванджу.

## Основные результаты

### Международные
| Год  | Соревнования                    | Место проведения          | Место  | Результат |
| ---- | ------------------------------- | ------------------------- | ------ | --------- |
| 2009 | Чемпионат Европы среди юниоров  | Нови-Сад, Сербия          | 10     | 44,92 м   |
| 2014 | Чемпионат Европы                | Цюрих, Швейцария          | 8      | 60,40 м   |
| 2015 | Универсиада                     | Кванджу, Республика Корея | 1      | 59,37 м   |
| 2015 | Чемпионат мира                  | Пекин, Китай              | 25 (q) | 57,08 м   |
| 2015 | Всемирные военные игры          | Мунгён, Республика Корея  | 3      | 57,52 м   |
| 2018 | Кубок Европы по зимним метаниям | Лейрия, Португалия        | 3      | 59,59 м   |

### Национальные
| Год  | Соревнования            | Место проведения | Место | Результат |
| ---- | ----------------------- | ---------------- | ----- | --------- |
| 2013 | Зимний чемпионат России | Адлер            | 3     | 57,04 м   |
| 2013 | Чемпионат России        | Москва           | 3     | 57,05 м   |
| 2014 | Зимний чемпионат России | Краснодар        | 2     | 60,06 м   |
| 2014 | Чемпионат России        | Казань           | 1     | 58,42 м   |
| 2015 | Зимний чемпионат России | Адлер            | 3     | 57,66 м   |
| 2015 | Чемпионат России        | Чебоксары        | 2     | 62,54 м   |
| 2016 | Чемпионат России        | Чебоксары        | 3     | 58,40 м   |
| 2017 | Зимний чемпионат России | Адлер            | 3     | 56,06 м   |
| 2017 | Чемпионат России        | Жуковский        | 3     | 56,54 м   |
| 2018 | Чемпионат России        | Казань           | 3     | 56,37 м   |